# Fredrikskulles sjukhem
Fredrikskulles sjukhem var en tuberkulosanstalt vid Storsjöns strand i Sandviken. 
Det byggdes 1905 av Sandvikens järnverk och hade plats för 20 patienter. Anställda hade fri vård och familjemedlemmar betalade 50 öre om dagen. Sjukhemmet revs 1947 för att lämna plats åt nya verkstäder.